# أوفرواتش 2
أوفرواتش 2 (بالإنجليزية: Overwatch 2) هي لعبة فيديو تصويب منظور الشخص الأول من تطوير ونشر بليزارد إنترتينمنت، من المقرر 4 أكتوبر 2022، وتعمل على أجهزة بلاي ستيشن 4، ويندوز، إكس بوكس ون ونينتندو سويتش. وهي نسخة ثانية من أوفرواتش. حيث أوضح فريق التطوير أن اللعبتان سوف تندمجان عند إصدار الأخير. وبالتالي، سيتمكن أي حامل للجزء الأول من الاستفادة من الأبطال والخرائط وأنماط اللعب الجديدة في أوفرواتش 2.